# 陈世杰 (1967年)
陈世杰（1967年2月—），男，中华人民共和国外交官，现任中华人民共和国驻奥克兰总领事。

## 生平
陈世杰曾任驻洛杉矶总领事馆领事兼新闻发言人、驻阿富汗大使馆政务参赞和驻赞比亚大使馆政务参赞兼首席馆员。2018年，任外交部政策规划司参赞。2022年10月，出任中华人民共和国驻奥克兰总领事。